# Степне (Хотінська селищна громада)
Степне (до 2016 року — Ленінське) — село в Україні, у Хотінській селищній громаді Сумського району Сумської області. Населення становить 252 осіб. До 2016 орган місцевого самоврядування — Кіндратівська сільська рада.

## Історія
До 3 липня 1991 року входило до складу Білопільського району.
Село було перейменоване 19 травня 2016 року у рамках декомунізації.
12 червня 2020 року, відповідно до Розпорядження Кабінету Міністрів України № 723-р «Про визначення адміністративних центрів та затвердження територій територіальних громад Сумської області» увійшло до складу Хотінської селищної громади.
19 липня 2020 року, в результаті адміністративно-територіальної реформи та ліквідації Сумського району(1923-2020), село увійшло до новоутвореного Сумського району.
3 серпня 2024 року російські війська обстріляли село. Зафіксовано 1 вибух, ймовірно ФПВ-дрон.

## Географія
Село Степне розміщене на березі безіменного пересихаючого струмка, який через 5 км впадає до річки Криги. На відстані 1 км розташоване село Новокостянтинівка. Село є на кордоні з Росією.